# 国家地方警察山形県本部
国家地方警察山形県本部（こっかちほうけいさつやまがたけんほんぶ）は、旧警察法時代に存在した山形県の都道府県国家地方警察で、自治体警察を設けない地域を管轄区域とする。また国家地方警察仙台警察管区本部の行政管理を受ける。
1954年（昭和29年）の新警察法の公布により廃止され、新たに都道府県警察として山形県警察本部が発足した。

## 組織
1948年（昭和23年）時点
- 総務部
  - 秘書調査課、会計課
- 警務部 　 
  - 人事装備課、教養課
- 刑事部 　 
  - 捜査課、鑑識課、防犯統計課
- 警備部 　 
  - 警備課、交通課、通信課

## 地区警察署
1948年（昭和23年）時点
- 山形地区警察署
- 米沢地区警察署
- 鶴岡地区警察署
- 新庄地区警察署
- 酒田地区警察署
- 寒河江地区警察署
- 楯岡地区警察署
- 赤湯地区警察署
- 天童地区警察署
- 長井地区警察署
- 上山地区警察署
- 余目地区警察署
- 小国地区警察署

## 県内の自治体警察
- 山形市警察
- 米沢市警察